# Nuevo Ixtlán
Nuevo Ixtlán är en ort i Mexiko.   Den ligger i kommunen Compostela och delstaten Nayarit, i den centrala delen av landet, 600 km väster om huvudstaden Mexico City. Nuevo Ixtlán ligger 137 meter över havet och antalet invånare är 178.
Terrängen runt Nuevo Ixtlán är huvudsakligen kuperad, men åt sydost är den platt. Runt Nuevo Ixtlán är det ganska glesbefolkat, med 50 invånare per kvadratkilometer. Närmaste större samhälle är San Juan de Abajo, 19,6 km söder om Nuevo Ixtlán. I omgivningarna runt Nuevo Ixtlán växer i huvudsak lövfällande lövskog.